# Alternative für Deutschland
Alternative für Deutschland (AfD, Con đường khác cho nước Đức) là một đảng chính trị dân túy cánh hữu  và theo Chủ nghĩa hoài nghi châu Âu ở Đức.
Được thành lập vào tháng 4 năm 2013, đảng giành được 4,7% số phiếu bầu trong cuộc bầu cử liên bang năm 2013, mất suýt soát ngưỡng bầu cử 5% để được vào Bundestag. Năm 2014 đảng giành được 7,1% số phiếu bầu và 7 trong số 96 ghế của Đức trong cuộc bầu cử nghị viện châu Âu, và sau đó gia nhập nhóm Bảo thủ và Cải cách châu Âu (ECR) cho đến khi bị loại trừ vào năm 2016. Tính tới tháng 9 năm 2016, AfD đã đạt được được một số ghế của 10 trong số 16 Nghị viện bang Đức. Đảng hiện đang được lãnh đạo bởi Frauke Petry và Jörg Meuthen.
Trong cuộc bầu cử đại biểu quốc hội liên bang Đức 2017 dưới sụ lãnh đạo của Alexander Gauland và Alice Weidel, họ nhận được 12,6 % tổng số phiếu (94 ghế) và trở thành đảng có nhiều đại biểu thứ 3 ở Đức. Chủ tịch đảng Frauke Petry được ghế trực tiếp ở Sachsen tuyên bố ra khỏi đảng.

## Cử tri đảng AfD
Theo nghiên cứu của viện Kinh tế Đức (Institut der deutschen Wirtschaft: IW) thân Doanh nghiệp thì những người ủng hộ đảng AfD không phải là những người trong xã hội bị bỏ rơi ở lại mà là khối đứng giữa trong xã hội. Họ thu nhập cao hơn mức trung bình, 50% có học thức trung học cấp hai (Mittlere Reife), 25% cao hơn và 20% thấp hơn. Họ khác biệt với các thành phần đứng giữa trong xã hội khác ở chỗ bi quan, lo lắng hơn cho tương lai. Nỗi lo sợ lớn nhất là vấn đề Di dân, chiếm 82% trong khi đối với toàn thể những người được hỏi, thì nỗi lo lắng đó chỉ chiếm 32%. Kế đó là nỗi lo lắng về vấn đề phạm pháp phát triển và sự đoàn kết xã hội của đất nước.